# Copa de Clubes de la CECAFA 1975
La Copa de Clubes de la CECAFA 1975 fue la segunda edición de este torneo de fútbol a nivel de clubes de África organizado por la CECAFA y que contó con la participación de 6 equipos de 5 países de África Oriental y África del Sur, incluyendo por primera ocasión a un representante de Zambia, 2 equipos más que en la edición anterior.
El Young Africans SC de Tanzania venció al campeón defensor Simba SC también de Tanzania en la final disputada en Zanzíbar para coronarse campeones del torneo por primera ocasión.

## Fase de grupos

### Grupo A
| Simba SC  | 1-0 | Jeshi FC  |
| Gor Mahia | 1-1 | Simba SC  |
| Jeshi FC  | 2-2 | Gor Mahia |

| Club      | G | E | P | GF | GC | Pts |
| --------- | - | - | - | -- | -- | --- |
| Simba SC  | 1 | 1 | 0 | 2  | 1  | 3   |
| Gor Mahia | 0 | 2 | 0 | 3  | 3  | 2   |
| Jeshi FC  | 0 | 1 | 1 | 2  | 3  | 1   |

### Grupo B
| Express FC            | 1-1 | Mufulira Wanderers FC |
| Young Africans SC     | 4-0 | Express FC            |
| Mufulira Wanderers FC | 1-1 | Young Africans SC     |

| Club                  | G | E | P | GF | GC | Pts |
| --------------------- | - | - | - | -- | -- | --- |
| Young Africans SC     | 1 | 1 | 0 | 5  | 1  | 3   |
| Mufulira Wanderers FC | 0 | 2 | 0 | 2  | 2  | 2   |
| Express FC            | 0 | 1 | 1 | 1  | 5  | 1   |

## Semifinales
| Equipo 1          | Resultado | Equipo 2              |
| ----------------- | --------- | --------------------- |
| Young Africans SC | 2-0       | Gor Mahia             |
| Simba SC          | 2-0       | Mufulira Wanderers FC |

## Final
| Equipo 1 | Resultado | Equipo 2          |
| -------- | --------- | ----------------- |
| Simba SC | 0-2       | Young Africans SC |

## Campeón
| Copa de Clubes de la CECAFA 1975 |
| -------------------------------- |
| Bandera de Tanzania              |
| Young Africans SC 1º Título      |